# Bartholomeus Spranger

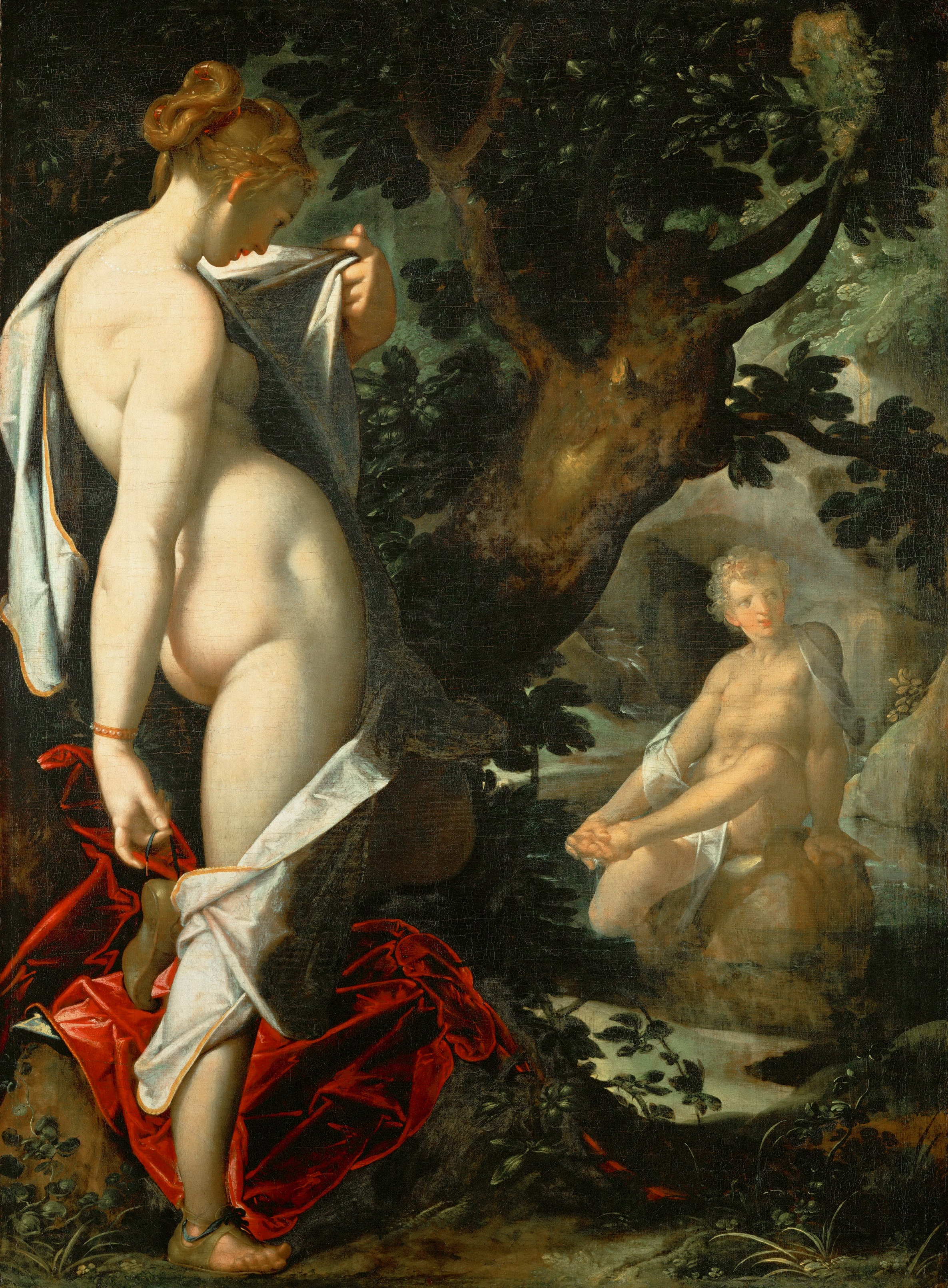
Salmakis i Hermafroditos (1580), Kunsthistorisches Museum, Wiedeń

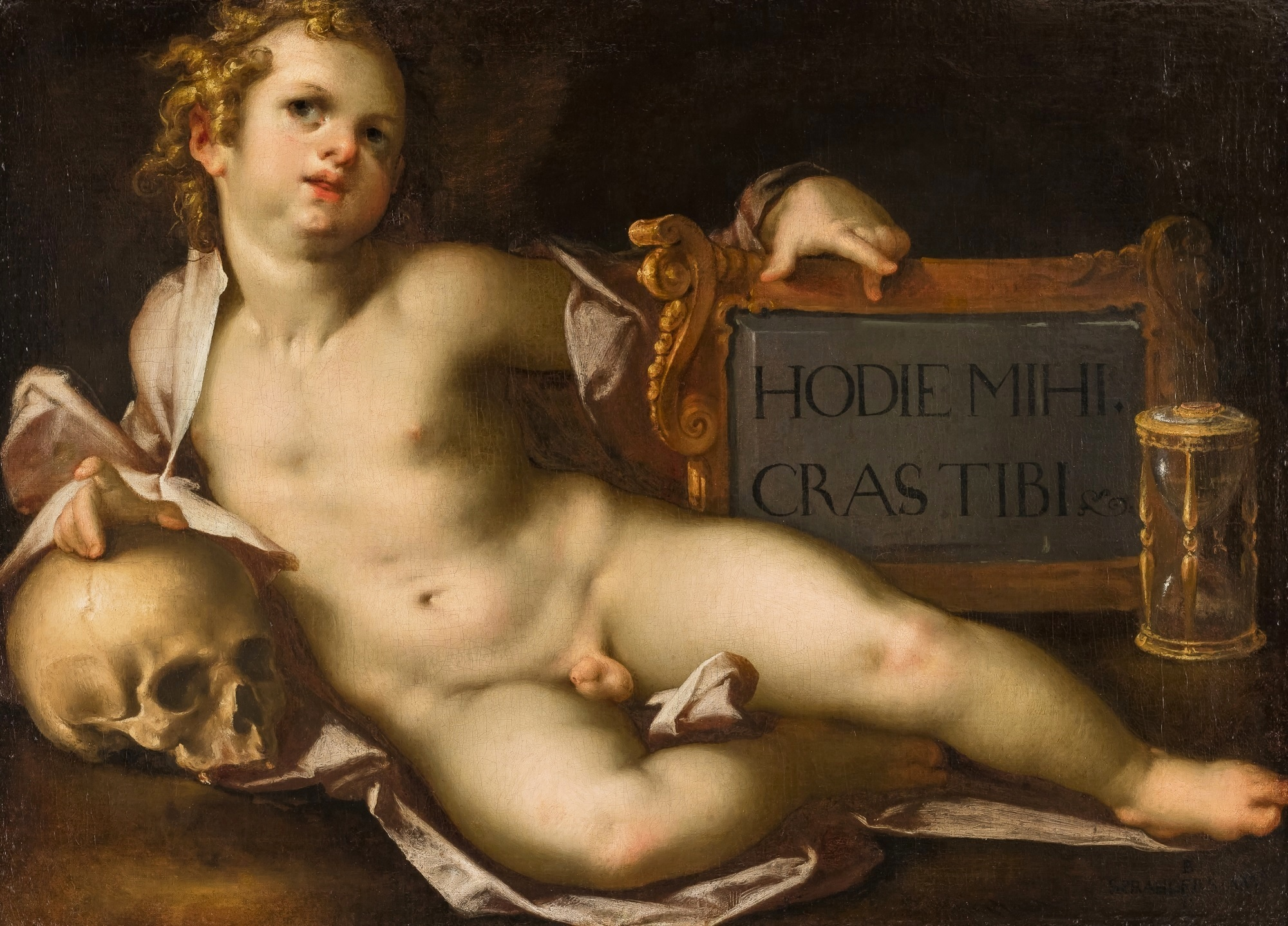
Vanitas (ok. 1600), Zamek Królewski na Wawelu

Bartholomeus Spranger (ur. 21 marca 1546 w Antwerpii, zm. w sierpniu 1611 w Pradze) – niderlandzki malarz, rysownik i rytownik okresu późnego manieryzmu.
Był synem zamożnego kupca. Uczył się u mistrzów antwerpskich Jana Mandyna, Fransa Mostaerta i Cornelisa van Dalema. Ok. 1565 wyjechał do Francji (Lyon, Paryż), a następnie do Włoch (Mediolan, Parma, Rzym), gdzie pracował dla kardynała Farnese i papieża Piusa V. Jego włoskimi współpracownikami byli bracia Federico i Taddeo Zuccaro. W 1575 został nadwornym malarzem cesarza Maksymiliana II, a później jego następcy Rudolfa II w Pradze. W 1602 podróżował do Antwerpii, Amsterdamu i Haarlemu.
Tworzył głównie kompozycje mitologiczne i alegoryczne. Wykonywał też malowidła ścienne i obrazy ołtarzowe. Jego dzieła cechuje wyszukana erotyka, wyrafinowana elegancja póz i gestów, wydłużone proporcje i manierystyczna kolorystyka. Oddziałali na niego Frans Floris, Parmigianino i Correggio. Jego prace zostały rozpowszechnione dzięki grafikom Hendrika Goltziusa. Biogram artysty umieścił Karel van Mander w dziele Het Schilder-Boeck (Haarlem, 1604).

## Dzieła
- Alegoria sprawiedliwości i roztropności –  1599-1600, 131 x 106 cm, Luwr, Paryż
- Angelika i Medoro –  ok. 1600, 108 x 80 cm, Stara Pinakoteka, Monachium
- Apollo i Muzy –  po 1590, 37 x 49 cm, Kunsthistorisches Museum, Wiedeń
- Autoportret –  ok. 1600, 54 x 43 cm, Galeria Uffizi, Florencja
- Chrzest Chrystusa –  1603, 102 x 88 cm, Muzeum Narodowe we Wrocławiu
- Epitafium złotnika Nicolausa Müllera –  ok. 1592, 240 x 160 cm, Galeria Narodowa w Pradze
- Glaukos i Scylla –  ok. 1581, 110 x 81 cm, Kunsthistorisches Museum, Wiedeń
- Herkules, Dejanira i centaur Nessus –  1580-82, 112 x 82 cm, Kunsthistorisches Museum, Wiedeń
- Jupiter i Antiope –  ok. 1596, 120 x 89 cm, Kunsthistorisches Museum, Wiedeń
- Odyseusz i Kirke –  1590, 108 x 72 cm, Kunsthistorisches Museum, Wiedeń
- Pejzaż górski –  ok. 1590, Staatliche Kunsthalle, Karlsruhe
- Pokłon Trzech Króli –  ok. 1595, 200 x 144 cm, National Gallery w Londynie
- Salmakis i Hermafrodyta –  1585, 111 x 81 cm, Kunsthistorisches Museum, Wiedeń
- Św. Katarzyna –  ok. 1585, 86,5 x 65 cm, Gemäldegalerie, Berlin
- Vanitas –  ok. 1600, 67 x 96,5 cm, Zamek Królewski na Wawelu, Kraków
- Wenus i Adonis –  ok. 1586, 135 x 109 cm, Rijksmuseum, Amsterdam
- Wenus i Adonis –  ok. 1597, 163 x 104 cm, Kunsthistorisches Museum, Wiedeń
- Wenus i Merkury –  ok. 1585, 110 x 72 cm, Kunsthistorisches Museum, Wiedeń
- Wenus, Merkury i Kupidyn –  1597, 89 x 69 cm, Germanisches Nationalmuseum, Norymberga
- Wenus i Wulkan –  ok. 1610, 140 x 95 cm, Kunsthistorisches Museum, Wiedeń
- Wulkan i Maja –  1575-80, 23 x 18 cm, Kunsthistorisches Museum, Wiedeń